# Bujel
Bujel is een bestuurslaag in het regentschap Kediri van de provincie Oost-Java, Indonesië. Bujel telt 6430 inwoners (volkstelling 2010).